# Sarlala (Seloi Craic)
Sarlala ist ein osttimoresischer Ort im Suco Seloi Craic (Verwaltungsamt Aileu, Gemeinde Aileu).

## Geographie und Einrichtungen
Das Dorf Sarlala liegt mit seinem Zentrum im Süden der Aldeia Faularan, auf einer Meereshöhe von 1123 m. Große Teile der Siedlung befinden sich aber auch in der südlich gelegenen Aldeia Leobraudu, so die beiden Ortskirchen Evangelica Asembleia de Deus Sarlala und die Herz-Jesu-Kirche Sarlala (Igreja Sagrado Coração de Jesus Sarlala). Die Grundschule im Nordwesten des Dorfes steht auf dem Gebiet von Faularan. Die Hauptachse des Dorfes bildet die Überlandstraße von Gleno und Aileu im Süden, nach Turiscai im Nordosten. Nächster Nachbarort im Süden ist das Dorf Darhai. Im weiteren Verlauf der Straße folgt in Richtung Osten das Dorf Erkoatun in der gleichnamigen Aldeia im Suco Aissirimou.
Nach Norden und dann weiter nach Westen führt aus Sarlala eine weitere Straße, vorbei an einzelnen Häusern im Zentrum der Aldeia in den Suco Fatisi und dann weiter nach Norden bis nach Comoro, einem westlichen Stadtteil der Landeshauptstadt Dili.